# Perry Mason (série télévisée, 2020)
Pour les articles homonymes, voir Perry Mason.
Perry Mason (série de téléfilms)
Perry Mason est une série télévisée américaine en seize épisodes d'environ 60 minutes créée par Rolin Jones et Ron Fitzgerald d'après les romans policiers écrits par Erle Stanley Gardner, et diffusée entre le 21 juin 2020 et le 24 avril 2023 sur HBO.
La série se concentre sur l'histoire d'origine du célèbre avocat de la défense Perry Mason, alors qu'il officie comme détective privé dans les années 1930.
La série est diffusée en Belgique francophone depuis le 21 juin 2020 sur Be 1, en France depuis le 22 juin 2020 sur OCS, au Québec depuis le 24 septembre 2020 à Super Écran et depuis le 28 juin 2022 sur Investigation, et en Suisse depuis le 10 janvier 2021 sur RTS 1. En juin 2023, HBO annonce qu'il n'y aura pas de troisième saison.

## Synopsis
Saison 1
Fin 1931, le détective privé Perry Mason tente de survivre dans un pays touché par la Grande Dépression. Il tente de sauver la ferme familiale aux environs de Los Angeles en traitant diverses affaires, aidé par Pete Strickland. De plus, Mason est très marqué par son service dans l'armée durant la « Grande Guerre », est en instance de divorce et ne voit plus son fils. Il trouve cependant un peu de réconfort auprès de Lupe Gibbs, une pilote accomplie et propriétaire d'un speakeasy. Perry Mason est embauché par Elias Birchard" Jonathan, alias « E. B. », un avocat avec lequel il a travaillé par le passé. Un procès très médiatisé va en effet avoir lieu : Charlie Dodson, âgé de 1 an a été retrouvé mort malgré le versement de la rançon. De plus, l'enquête du LAPD accuse les parents de la victimes. Leurs proches font appel à E.B. par l'intermédiaire de Herman Baggerly, qui dirige une église menée par la prêcheuse Sœur Alice McKeegan. Perry Mason enquête dans les bas-fond de la ville et croise la route de Paul Drake, un officier en uniforme afro-américain qui semble en savoir trop
Saison 2
En 1933, quelques mois après le procès Dodson, Perry Mason est désœuvré. Il tente, avec Della Street, de maintenir le cabinet d'avocats à flot grâce à des affaires civiles. De son côté, Paul Drake accepte un contrat d'une source inattendue. Brooks McCutcheon, un pétrolier corrompu, recrute l'inspecteur Holcomb pour remodeler Los Angeles, mais est malheureusement assassiné. Hamilton Burger, désormais procureur, se concentre sur deux frères vivant dans un camp de vagabonds près de Vernon, Mateo et Rafael Gallardo, principaux suspects du meurtre de Brooks McCutcheon.

## Distribution

### Acteurs principaux
- Matthew Rhys (VF : Thomas Roditi) : Perry Mason
- John Lithgow (VF : Patrick Préjean) : Elias Birchard « E.B. » Jonathan
- Chris Chalk (VF : Namakan Koné) : Paul Drake
- Shea Whigham (VF : Stéphane Bazin) : Pete Strickland
- Juliet Rylance (VF : Anne Dolan) : Della Street
- Eric Lange (VF : Emmanuel Curtil) : l'inspecteur Holcomb (récurrent saison 1)
- Justin Kirk (VF : Anatole de Bodinat) : Hamilton Burger (récurrent saison 1)
- Diarra Kilpatrick (en) (VF : Déborah Claude) : Clara Drake (récurrente saison 1)
- Katherine Waterston (VF : Jessica Monceau) : Ginny Ames (saison 2)
- Tatiana Maslany (VF : Youna Noiret) : Sœur Alice McKeegan (saison 1)

### Acteurs récurrents et invités
- Nate Corddry (VF : Damien Witecka) : Matthew Dodson
- Veronica Falcón (VF : Marie Bouvier) : Lupe Gibbs
- Jefferson Mays (en) (VF : Philippe Siboulet) : Virgil Sheets
- Gayle Rankin (VF : Peggy Martineau) : Emily Dodson
- Lili Taylor (VF : Magali Barney) : Birdy McKeegan
- Andrew Howard (VF : Vincent Ropion) : l'inspecteur Ennis
- Robert Patrick (VF : Philippe Catoire) : Herman Baggerly
- Stephen Root (VF : Gabriel Le Doze) : Maynard Barnes
- Jon Chaffin : Morris (saison 2)
- Fabrizio Guido : Rafael Gallardo (saison 2)
- Peter Mendoza : Mateo Gallardo (saison 2)
- Onohoua Rodriguez : Luisa Gallardo (saison 2)
- Jee Young Han : Marion Kang (saison 2)

 Source et légende : version française (VF) sur RS Doublage et Doublage Séries Database

## Production

### Développement
Le 15 août 2016, il a été rapporté que HBO développait une série dramatique basée sur les histoires de Perry Mason écrit par Erle Stanley Gardner. La production devait être écrite par Nic Pizzolatto, qui devait également être produit exécutif aux côtés de Robert Downey Jr. et Joe Horacek. Les sociétés de production impliquées dans la série devaient être composées de l'équipe de Downey. Le 25 août 2017, il a été annoncé que Pizzolatto avait abandonné la production afin de se concentrer sur la troisième saison de True Detective et qu'il était remplacé comme scénariste du projet par Rolin Jones et Ron Fitzgerald[réf. nécessaire].
Le 14 janvier 2019, il a été annoncé que HBO avait commandé la production en série limitée. Il a en outre été annoncé que Jones, Fitzgerald, Susan Downey et Amanda Burrell serviraient de producteurs exécutifs supplémentaires, que Matthew Rhys servirait de producteur et que la production était en train d'embaucher un réalisateur. Jones et Fitzgerald servent également de showrunners pour la série. En mars, Tim Van Patten a été annoncé comme réalisateur et producteur exécutif[réf. nécessaire].
Le 22 juillet 2020, HBO renouvelle la série pour une deuxième saison pour devenir une série régulière.
La série est annulée le 6 juin 2023.

### Attribution des rôles
Parallèlement à l'annonce initiale du développement, il a été confirmé que Robert Downey Jr. jouerait le rôle-titre. Le 25 juillet 2018, il a été rapporté que Downey avait abandonné le rôle en raison de son calendrier de longs métrages et qu'une recherche pour son remplaçant était en cours. Le 14 janvier 2019, il a été annoncé que Matthew Rhys avait été choisi pour remplacer Downey. Tatiana Maslany s'est jointe en avril. John Lithgow a été ajouté en mai. En juin, Chris Chalk et Shea Whigham ont été choisis pour jouer les rôles principaux, avec Nate Corddry, Veronica Falcón, Jefferson Mays, Gayle Rankin et Lili Taylor dans des rôles récurrents. Juliet Rylance, Andrew Howard, Eric Lange, Robert Patrick et Stephen Root se sont joints en juillet. Justin Kirk serait ajouté en octobre.
En février 2021, Eric Lange et Justin Kirk sont promus à la distribution principale pour la deuxième saison. Par contre, Tatiana Maslany ne sera pas de retour, prise sur le plateau de la nouvelle série She-Hulk pour Disney+, mais la production pourrait l'inviter dans le futur.
En novembre, Diarra Kilpatrick est promue à la distribution principale, alors que la production ajoute Katherine Waterston dans un rôle principal, ainsi que Hope Davis, Jon Chaffin, Fabrizio Guido, Peter Mendoza, Onohoua Rodriguez et Jee Young Han dans des rôles récurrents.

## Épisodes

### Première saison (2020)
Les épisodes sont titrés Chapitre Un à Chapitre Huit.

### Deuxième saison (2023)
Cette deuxième saison de huit épisodes a été diffusée à partir du 6 mars 2023.
Les épisodes sont titrés Chapitre Neuf à Chapitre Seize.

## Accueil

### Critique
Sur le site Web de Rotten Tomatoes, la saison 1 détient un taux d'approbation de 77% basé sur 77 avis, avec une note moyenne de 7,35 / 10. Le consensus des critiques du site se lit comme suit : « Débordant de performances de premier ordre et dégoulinant de style, le mystère convaincant de Perry Mason compense largement son histoire quelque peu désordonnée. » Sur Metacritic, la saison a un score moyen pondéré de 67 sur 100, basé sur 37 critiques, indiquant "des critiques généralement favorables"[réf. nécessaire].
Ben Travers d’Indiewire a déclaré que la première saison était « construite avec confiance, patience et une voix calibrée pour le public d'aujourd'hui » et lui a donné un "B +", en écrivant : « Perry Mason représente un exploit visuel étonnant pour ses cadrages spécifiques ainsi que sa construction du monde dans son ensemble. Il y a des images frappantes d'un profil noir et de somptueux plans extérieurs de vrais lieux de Los Angeles. Dans certaines émissions, des conversations intimes entre deux personnes peuvent entrer en conflit avec les scènes plus grandioses… Mason a l'intuition (et le budget) non seulement pour équilibrer l'opulence visuelle avec des moments plus petits et privés, mais pour les mélanger. »[réf. nécessaire]

### Audiences
Avec 1,7 million de téléspectateurs sur toutes les plateformes, plus que Watchmen (1,5 million) et The Outsider (1,2 million), les débuts de Perry Mason ont été la plus forte de toutes les séries HBO pendant deux ans[réf. nécessaire].

## Distinctions

### Nominations
- Golden Globes 2021 : Meilleur acteur dans une série dramatique pour Matthew Rhys
- Primetime Emmy Awards 2021 :
  - Meilleur acteur dans une série dramatique pour Matthew Rhys
  - Meilleur acteur dans un second rôle dans une série dramatique pour John Lithgow
- Critics' Choice Television Awards 2021 : 
  - Meilleur acteur dans une série dramatique pour Matthew Rhys
  - Meilleur acteur dans un second rôle dans une série dramatique pour John Lithgow
  - Meilleure série dramatique